# غان تيانشينغ
غان تيانشينغ هو لاعب كرة قدم صيني في مركز الوسط، ولد في 20 يناير 1995 في غوانزو في الصين. لعب مع نادي غوانزو.